# Langues malayo-sumbawiennes
Les langues malayo-sumbawiennes sont un groupe de langues de la branche malayo-polynésienne des langues austronésiennes. Elles sont parlées en Indonésie et en Malaisie.
Selon Adelaar, elles forment un sous-groupe de la branche du malayo-polynésien occidental.

## Histoire

Carte montrant l'extension des langues malayo-sumbawiennes
Violet : langues chamiques — orange : langues ibaniques — rouge : langues malaïques — rose : soundanais — ocre : madurais — vert : langues bali-sasak.

La classification des langues qui constituent ce sous-groupe a été très discuté. Un problème important est la place du javanais. Mbete (1990), propose de lier le balinais, le sasak et le sumbawa. Ross (1995) y ajoute le javanais, tout en admettant la faiblesse du postulat. Blust (1984-1985) propose un groupe étendu aux langues barito et au malayo-chamique.

## L'hypothèse malayo-sumbawanienne
Adelaar propose une hypothèse malayo-sumbawanienne en reprenant cette classification mais en exclut le javanais. Selon lui, l'utilisation des registres de langue élevés montrent des termes communs avec le balinais ou le sasak, mais cela peut être le témoignage d'emprunts. Au contraire le registre peu élevé du balinais fait apparaître un lien avec les autres langues.
Adelaar se fonde sur des éléments phonologiques et lexicaux pour démontrer une parenté plus grande entre le balinais, le sasak et le sumbawa d'une part, et le malais d'autre part, qu'entre ces trois langues et le javanais. Il propose donc de remplacer l'ancien sous-groupe malayo-javanique par un sous-groupe « malayo-sumbawanien » regroupant les langues malaïques, chamiques et le groupe balinais-sasak-sumbawa dans une branche, le soundanais et le madurais formant chacun une branche. Le javanais est donc exclu de ce sous-groupe.

## Phonologie historique
L'hypothèse d'Adelaar, selon lui, est renforcée par des développements phonétiques, à partir du proto-malayo-polynésien, similaires dans les différentes langues.
|   |   | proto-malayo-polynésien | proto malayo-sumabawien |
| 1 | 1 | *w                      | Ø                       |
| 2 | 2 | *q                      | *h                      |
| 3 | 3 | *R                      | *r                      |
| 4 | 4 | *r                      | *r                      |
| 5 | 5 | *z                      | *j                      |
| 6 | 6 | *j                      | *d                      |
| 7 | 7 | *d                      | *d                      |

## Liste des langues
Les langues du sous-groupes malayo-sumbawien sont:
- langues malayo-chamiques
  - langues malaïques
  - langues chamiques
- balinais
- sasak
- sumbawanais
- madurais
- soundanais

## Sources
- (en) Adelaar, Alexander, The Austronesian Languages of Asia and Madagascar: A Historical Perspective, The Austronesian Languages of Asia and Madagascar, pp. 1-42, Routledge Language Family Series, Londres, Routledge, 2005,  (ISBN 0-7007-1286-0)